# Lututów
Lututów è un comune rurale polacco del distretto di Wieruszów, nel voivodato di Łódź.
Ricopre una superficie di 75,13 km² e nel 2004 contava 4 827 abitanti.